# 全国高等学校ラグビーフットボール大会 (山口県勢)
全国高等学校ラグビーフットボール大会における山口県勢の成績について記す。

## 歴代代表校
| 年度（大会）      | 出場校                        | 試合結果                                                                                     | 成績   | 備考                                                 |
| ----------------- | ----------------------------- | -------------------------------------------------------------------------------------------- | ------ | ---------------------------------------------------- |
| 1940年（第23回）  | 山口中（初出場）              | 準々決勝 3 - 6 養正中                                                                        | 0勝1敗 | ベスト8                                              |
| 1947年（第27回）  | 山口中（7年ぶり2回目）        | 1回戦 13 - 0 一宮中 準決勝 0 - 11 秋田工                                                     | 1勝1敗 | ベスト4                                              |
| 1952年（第32回）  | 山口（5年ぶり3回目）          | 1回戦 0 - 33 日大二                                                                          | 0勝1敗 | 学制改革により山口中より名称変更                     |
| 1954年（第34回）  | 大嶺（初出場）                | 1回戦 0 - 18 熊本工                                                                          | 0勝1敗 |                                                      |
| 1955年（第35回）  | 萩商工（初出場）              | 1回戦 0 - 52 北見北斗                                                                        | 0勝1敗 |                                                      |
| 1956年（第36回）  | 山口水産（初出場）            | 1回戦 8 - 3 城北 2回戦 5 - 6 仙台工                                                          | 1勝1敗 |                                                      |
| 1957年（第37回）  | 大嶺（3年ぶり2回目）          | 1回戦 16 - 8 西陵商 2回戦 5 - 3 魚津 準々決勝 3 - 3 慶應（抽選勝利） 準決勝 0 - 23 保善      | 3勝1敗 | ベスト4                                              |
| 1958年（第38回）  | 山口水産（2年ぶり2回目）      | 1回戦 13 - 5 千葉工 2回戦 0 - 6 福岡                                                         | 1勝1敗 |                                                      |
| 1959年（第39回）  | 山口水産（2年連続3回目）      | 1回戦 8 - 0 富山工 2回戦 0 - 9 北海                                                          | 1勝1敗 |                                                      |
| 1960年（第40回）  | 山口水産（3年連続4回目）      | 1回戦 12 - 5 高崎 2回戦 3 - 22 新田                                                          | 1勝1敗 |                                                      |
| 1961年（第41回）  | 山口農（初出場）              | 1回戦 0 - 12 北見北斗                                                                        | 0勝1敗 |                                                      |
| 1962年（第42回）  | 山口農（2年連続2回目）        | 1回戦 0 - 39 保善                                                                            | 0勝1敗 |                                                      |
| 1963年（第43回）  | 山口農（3年連続3回目）        | 1回戦 10 - 8 西陵商 2回戦 11 - 3 熊谷商工 準々決勝 0 - 6 京王                                | 2勝1敗 | ベスト8                                              |
| 1964年（第44回）  | 山口農（4年連続4回目）        | 1回戦 31 - 0 下伊那農 2回戦 3 - 12 淀川工                                                    | 1勝1敗 |                                                      |
| 1965年（第45回）  | 山口農（5年連続5回目）        | 1回戦 9 - 12 銚子商                                                                          | 0勝1敗 |                                                      |
| 1966年（第46回）  | 山口農（6年連続6回目）        | 1回戦 18 - 3 仙台工 2回戦 8 - 6 志摩 準々決勝 24 - 8 鹿児島玉龍 準決勝 6 - 9 京王            | 2勝1敗 | ベスト4                                              |
| 1967年（第47回）  | 山口農（7年連続7回目）        | 1回戦 11 - 9 西陵商 2回戦 3 - 19 目黒                                                        | 1勝1敗 |                                                      |
| 1968年（第48回）  | 山口農（8年連続8回目）        | 1回戦 3 - 9 函館北                                                                           | 0勝1敗 |                                                      |
| 1969年（第49回）  | 山口農（9年連続9回目）        | 1回戦 8 - 6 秋田工 2回戦 11 - 13 福岡                                                        | 1勝1敗 |                                                      |
| 1970年（第50回）  | 萩工（初出場）                | 1回戦 6 - 22 沼津工                                                                          | 0勝1敗 |                                                      |
| 1971年（第51回）  | 萩工（2年連続2回目）          | 1回戦 0 - 22 宮城水産                                                                        | 0勝1敗 |                                                      |
| 1972年（第52回）  | 大津（初出場）                | 1回戦 18 - 13 清水南 2回戦 10 - 56 目黒                                                      | 1勝1敗 |                                                      |
| 1973年（第53回）  | 山口水産（13年ぶり5回目）     | 1回戦 0 - 14 清水南                                                                          | 0勝1敗 |                                                      |
| 1974年（第54回）  | 山口水産（2年連続6回目）      | 1回戦 10 - 34 名古屋工                                                                       | 0勝1敗 |                                                      |
| 1975年（第55回）  | 山口水産（3年連続7回目）      | 1回戦 36 - 10 高萩 2回戦 16 - 23 東海大相模                                                  | 1勝1敗 |                                                      |
| 1976年（第56回）  | 山口農（7年ぶり10回目）       | 1回戦 13 - 14 清水南                                                                         | 0勝1敗 |                                                      |
| 1977年（第57回）  | 山口水産（2年ぶり8回目）      | 1回戦 4 - 18 黒沢尻工                                                                        | 0勝1敗 |                                                      |
| 1978年（第58回）  | 萩工（7年ぶり3回目）          | 1回戦 0 - 12 日立一                                                                          | 0勝1敗 |                                                      |
| 1979年（第59回）  | 山口農（3年ぶり11回目）       | 1回戦 11 - 12 石巻                                                                           | 0勝1敗 |                                                      |
| 1980年（第60回）  | 大津（8年ぶり2回目）          | 1回戦 6 - 21 石巻工                                                                          | 0勝1敗 |                                                      |
| 1981年（第61回）  | 萩工（3年ぶり4回目）          | 1回戦 4 - 41 相模台工                                                                        | 0勝1敗 |                                                      |
| 1982年（第62回）  | 大津（2年ぶり3回目）          | 2回戦 38 - 0 鹿児島玉龍 3回戦 7 - 36 目黒                                                    | 1勝1敗 |                                                      |
| 1983年（第63回）  | 大津（2年連続4回目）          | 1回戦 33 - 0 黒沢尻工 2回戦 16 - 6 熊谷工 準々決勝 17 - 13 大阪工大高 準決勝 6 - 13 大分舞鶴 | 3勝1敗 | ベスト4                                              |
| 1984年（第64回）  | 大津（3年連続5回目）          | 1回戦 12 - 10 黒沢尻工 2回戦 15 - 17 大東大一                                                | 1勝1敗 |                                                      |
| 1985年（第65回）  | 大津（4年連続6回目）          | 1回戦 16 - 12 磐城 2回戦 3 - 20 日川                                                         | 1勝1敗 |                                                      |
| 1986年（第66回）  | 大津（5年連続7回目）          | 2回戦 13 - 15 報徳学園                                                                       | 0勝1敗 |                                                      |
| 1987年（第67回）  | 大津（6年連続8回目）          | 2回戦 6 - 18 同志社香里                                                                      | 0勝1敗 |                                                      |
| 1988年（第68回）  | 大津（7年連続9回目）          | 2回戦 31 - 3 広島工 3回戦 16 - 11 作新学院 準々決勝 13 - 51 大阪工大高                       | 2勝1敗 | ベスト8                                              |
| 1989年（第69回）  | 大津（8年連続10回目）         | 1回戦 3 - 13 岡谷工                                                                          | 0勝1敗 |                                                      |
| 1990年（第70回）  | 大津（9年連続11回目）         | 1回戦 13 - 9 本郷 2回戦 3 - 13 日川                                                          | 1勝1敗 |                                                      |
| 1991年（第71回）  | 萩工（10年ぶり5回目）         | 1回戦 15 - 12 作新学院 2回戦 3 - 20 花園                                                     | 1勝1敗 |                                                      |
| 1992年（第72回）  | 萩工（2年連続6回目）          | 1回戦 3 - 7 北見北斗                                                                         | 0勝1敗 |                                                      |
| 1993年（第73回）  | 大津（3年ぶり12回目）         | 1回戦 8 - 16 東農大二                                                                        | 0勝1敗 |                                                      |
| 1994年（第74回）  | 大津（2年連続13回目）         | 1回戦 20 - 18 仙台育英 2回戦 22 - 8 高鍋 3回戦 0 - 43 日川                                   | 2勝1敗 |                                                      |
| 1995年（第75回）  | 大津（3年連続14回目）         | 1回戦 38 - 3 函館大有斗 2回戦 13 - 3 御所工 3回戦 14 - 50 大阪工大高                         | 2勝1敗 |                                                      |
| 1996年（第76回）  | 大津（4年連続15回目）         | 1回戦 16 - 39 山形中央                                                                       | 0勝1敗 |                                                      |
| 1997年（第77回）  | 大津（5年連続16回目）         | 1回戦 13 - 19 西陵商                                                                         | 0勝1敗 |                                                      |
| 1998年（第78回）  | 大津（6年連続17回目）         | 1回戦 15 - 38 三本木農                                                                       | 0勝1敗 |                                                      |
| 1999年（第79回）  | 大津（7年連続18回目）         | 1回戦 12 - 15 山形中央                                                                       | 0勝1敗 |                                                      |
| 2000年（第80回）  | 萩工（8年ぶり7回目）          | 1回戦 7 - 15 日川                                                                            | 0勝1敗 |                                                      |
| 2001年（第81回）  | 大津（2年ぶり19回目）         | 1回戦 19 - 52 西陵商                                                                         | 0勝1敗 |                                                      |
| 2002年（第82回）  | 萩工（2年ぶり8回目）          | 1回戦 24 - 19 山形中央 2回戦 0 - 38 国学院久我山                                             | 1勝1敗 |                                                      |
| 2003年（第83回）  | 萩工（2年連続9回目）          | 1回戦 45 - 7 鶴来 2回戦 41 - 15 関西学院 3回戦 0 - 62 東海大仰星                             | 2勝1敗 |                                                      |
| 2004年（第84回）  | 萩工（3年連続10回目）         | 1回戦 17 - 28 四日市農芸                                                                     | 0勝1敗 |                                                      |
| 2005年（第85回）  | 萩工（4年連続11回目）         | 1回戦 34 - 5 日本航空第二 2回戦 24 - 36 黒沢尻北                                             | 1勝1敗 |                                                      |
| 2006年（第86回）  | 萩工（5年連続12回目）         | 1回戦 34 - 0 札幌山の手 2回戦 12 - 19 秋田                                                   | 1勝1敗 |                                                      |
| 2007年（第87回）  | 萩工・萩商工（6年連続13回目） | 1回戦 10 - 29 秋田中央                                                                       | 0勝1敗 | 改組中につき、萩工と萩商工の新旧合同チームとして出場 |
| 2008年（第88回）  | 萩商工（7年連続15回目）       | 1回戦 15 - 7 四日市農芸 2回戦 5 - 45 大阪桐蔭                                                | 1勝1敗 | 初代萩商工の出場記録（1956年）も合算                 |
| 2009年（第89回）  | 萩商工（8年連続16回目）       | 1回戦 19 - 21 札幌山の手                                                                     | 0勝1敗 |                                                      |
| 2010年（第90回）  | 萩商工（9年連続17回目）       | 1回戦 7 - 17 黒沢尻工                                                                        | 0勝1敗 |                                                      |
| 2011年（第91回）  | 萩商工（10年連続18回目）      | 1回戦 0 - 38東京                                                                             | 0勝1敗 |                                                      |
| 2012年（第92回）  | 萩商工（11年連続19回目）      | 1回戦 19 - 12黒沢尻北 2回戦 0 - 70 常翔学園                                                  | 1勝1敗 |                                                      |
| 2013年（第93回）  | 大津緑洋（12年ぶり28回目）    | 1回戦 18 - 13 遠軽 2回戦 3 - 76 佐賀工                                                       | 1勝1敗 | 出場回数は統合前の大津と山口水産との合算             |
| 2014年（第94回）  | 萩商工（2年ぶり20回目）       | 1回戦 5 - 46 深谷                                                                            | 0勝1敗 |                                                      |
| 2015年（第95回）  | 萩商工（2年連続21回目）       | 1回戦 7 - 25 黒沢尻工                                                                        | 0勝1敗 |                                                      |
| 2016年（第96回）  | 山口（64年ぶり4回目）         | 1回戦 24 - 15 富山第一 2回戦 15 - 40 松山聖陵                                                | 1勝1敗 |                                                      |
| 2017年（第97回）  | 山口（2年連続5回目）          | 1回戦 14 - 36 黒沢尻工                                                                       | 0勝1敗 |                                                      |
| 2018年（第98回）  | 大津緑洋（5年ぶり29回目）     | 1回戦 7 - 38 新潟工                                                                          | 0勝1敗 |                                                      |
| 2019年（第99回）  | 山口（2年ぶり6回目）          | 1回戦 12 - 24 日川                                                                           | 0勝1敗 |                                                      |
| 2020年（第100回） | 大津緑洋（2年ぶり30回目）     | 1回戦 0 - 64 佐賀工                                                                          | 0勝1敗 |                                                      |
| 2021年（第101回） | 大津緑洋（2年連続31回目）     | 1回戦 75 - 10 旭川龍谷 2回戦 7 - 72 流通経済大柏                                             | 1勝1敗 |                                                      |
| 2022年（第102回） | 大津緑洋（3年連続32回目）     | 1回戦 15 - 7 富山第一 2回戦 10 - 26 国学院久我山                                             | 1勝1敗 |                                                      |
| 2023年（第103回） | 高川学園（初出場）            | 1回戦 75 - 0 飯田OIDE長姫 2回戦 0 - 86 東海大大阪仰星                                        | 1勝1敗 |                                                      |
| 2024年（第104回） | 高川学園（2年連続2回目）      | 1回戦 29 - 35 秋田工                                                                         | 0勝1敗 |                                                      |

## 学校別成績
（名称は現校名、前身学校時代を含む）
| 校名     | 出場回数 | 全国大会成績 | 備考                                                                |
| -------- | -------- | ------------ | ------------------------------------------------------------------- |
| 大津緑洋 | 32回     | 22勝32敗     | ベスト4 1回（1984年）、大津(14勝19敗)と山口水産(5勝8敗)の成績も合算 |
| 萩商工   | 21回     | 8勝21敗      |                                                                     |
| 山口農   | 11回     | 8勝11敗      | ベスト4 1回(1967年)                                                 |
| 山口     | 6回      | 2勝6敗       | ベスト4 1回(1948年)                                                 |
| 大嶺     | 2回      | 3勝2敗       | ベスト4 1回(1958年)                                                 |
| 高川学園 | 2回      | 1勝2敗       |                                                                     |
| 県勢計   |          | 42勝68敗     |                                                                     |